# Rudolf Jaroš
Rudolf Jaroš (15. ledna 1869 Holešovice-Bubny – 7. dubna 1935 Řež), byl československý politik, meziválečný senátor a poslanec Národního shromáždění za Československou sociálně demokratickou stranu dělnickou.

## Biografie
Původní profesí byl jirchářem, pak dlouho působil jako úředník nemocenské pokladny. Politicky aktivní byl již za Rakouska-Uherska. Už od počátku 90. let 19. století se angažoval v odborovém hnutí a sociální demokracii. V roce 1896 založil Svaz kožedělníků, kterému potom předsedal. Byl redaktorem odborářského listu Kožedělník. Patřil zároveň mezi významné funkcionáře Odborového sdružení českoslovanského (později československého), napojeného na sociální demokracii. V roce 1907 se stal zemským tajemníkem Českoslovanské sociálně demokratické strany. Roku 1908 náležel mezi spoluzakladatele Velkonákupní společnosti konzumních družstev, jejímž předsedou byl v období let 1908–1923.
Ve volbách do Říšské rady roku 1907 se stal poslancem Říšské rady (celostátní parlament), kam byl zvolen za okrsek Čechy 048. Usedl do poslanecké frakce Klub českých sociálních demokratů. Opětovně byl zvolen za týž obvod i ve volbách do Říšské rady roku 1911 a ve vídeňském parlamentu setrval do zániku monarchie.
V letech 1918-1920 zasedal v Revolučním národním shromáždění, kde zastupoval sociální demokraty. Byl předsedou rozpočtového výboru.
V parlamentních volbách v roce 1920 získal senátorské křeslo v Národním shromáždění. Mandát obhájil v parlamentních volbách v roce 1925.
V parlamentních volbách v roce 1929 byl zvolen do Národního shromáždění znovu, nyní ovšem do dolní komory, jako poslanec. Fakt, že netradičně přešel z horní do dolní komory, byl způsoben vnitřními rozpory sociální demokracie v jižních Čechách, kde pak Jaroš jako výpomoc kandidoval. Zemřel během funkčního období. Uprázdněné poslanecké křeslo již vzhledem k blízkosti voleb nebylo obsazováno.
Podle údajů k roku 1930 byl profesí úředníkem a starostou obce Husinec u Klecan. Za jeho starostování byla opravena budova obecního úřadu a vybudována hasičská zbrojnice. Spustil i stavbu školní budovy, ale roku 1933 ji nechal zastavit pro nedostatek peněz. Do 31. března 1931 taky pracoval jako ředitel Okresní nemocenské pojišťovny v Praze. Pak se zaměřil na aktivity v organizaci Zdravá generace, která zajišťovala prázdninové rekreace pro dělnické děti.
Zemřel roku 1935 v Řeži na zápal plic. Nastydl při cestě do svého volebního kraje v jižních Čechách, kam jel oznámit, že již nebude do parlamentu kandidovat a že se hodlá orientovat jen na starostenský post. 10. dubna 1935 se v Řeži konal pohřeb. Kromě místních obyvatel na něj dorazilo mnoho vrcholových politiků (mimo jiné Rudolf Bechyně) a představitelů dělnických spolků.